# Starý Plzenec
Starý Plzenec település Csehországban, Plzeň városi járásban. Starý Plzenec Losiná, Letkov, Nezbavětice, Plzeň, Lhůta, Šťáhlavy és Tymákov településekkel határos. Lakosainak száma 5448 fő (2024. január 1.).

## Népesség
A település lakosságának változását az alábbi diagram mutatja:
| Lakosok száma | 1897 | 2544 | 3278 | 4390 | 4144 | 4847 | 4955 | 5105 | 5232 | 5448 |
|               | 1869 | 1900 | 1921 | 1961 | 1980 | 2012 | 2016 | 2019 | 2021 | 2024 |